# Intiédougou
Intiédougou är en ort i Burkina Faso.   Den ligger i regionen Hauts-Bassins, i den sydvästra delen av landet, 260 km sydväst om huvudstaden Ouagadougou. Intiédougou ligger 274 meter över havet och antalet invånare är 1 170.
Terrängen runt Intiédougou är platt. Runt Intiédougou är det ganska glesbefolkat, med 21 invånare per kvadratkilometer.. Närmaste större samhälle är Mougué, 15,8 km söder om Intiédougou.
Omgivningarna runt Intiédougou är huvudsakligen savann.